# 曹整
曹 整（そう せい、? - 218年）は、中国後漢末期の人物。魏の皇族。父は曹操。母は李姫。従父は曹紹。
郎中であった従父の曹紹の後を継いだ。
建安8年（203年）、曹操は袁譚（袁紹の長男）と講和した際、袁譚の娘を曹整の妻に迎えた。翌建安9年（204年）、袁譚が約束違反を起こしたとして、曹操は曹整と袁譚の娘を離縁させ、袁譚の娘を袁譚の元に送り返して講和を破棄した。
建安22年（217年）、郿侯に封じられたが、翌建安23年（218年）に死去し、子はなかった。
黄初2年（221年）、爵位が公に昇進され、郿戴公の諡号を追贈され、甥（兄弟の曹拠の子）の曹範が曹整の後を継いだ。
小説『三国志演義』には登場しない。